# Cabarita, New South Wales
Cabarita este o suburbie în Sydney, Australia.